# Say (All I Need)
„Say (All I Need)” to piosenka pop-rockowego zespołu OneRepublic z ich debiutanckiego albumu Dreaming Out Loud. Autorami piosenki są członkowie zespołu: Ryan Tedder, Zach Filkins, Drew Brown, Eddie Fisher oraz Brent Kutzle. Piosenka została nagrana w studiu Rocket Carousel w Culver City oraz wyprodukowana przez Grega Wellsa. Utwór został wydany jako trzeci singiel debiutanckiej płyty, 23 maja 2008 roku w Australii, 24 czerwca w Stanach Zjednoczonych, 28 czerwca w Europie oraz 30 czerwca w Wielkiej Brytanii. We Francji piosenka została nagrana w duecie z francuską piosenkarką R&B Sheryfą Luną pod tytułem Say (À l'infini).
Refren utworu wykorzystano podczas ostatniego sezonu „Wzgórza Hollywood”. Również utwór pojawił się w pilotażowym odcinku „Pamiętników wampirów” oraz odcinku serialu „Zaklinacz dusz”. 3 lipca 2008 roku zespół OneRepublic wystąpił gościnnie w 4 sezonie programu „So You Think You Can Dance” śpiewając „Say (All I Need)”.

## Lista utworów
- „Say (All I Need)” - 3:50
- „Mercy” (cover Duffy) - 3:43

 Francuska lista utworów 
- „Say (À l'infini)” (duet z Sheryfa Luna) - 3:55
- „Say (All I Need)” - 3:51

## Teledysk
Teledysk do „Say (All I Need)” został nakręcony w Paryżu, we Francji, a wyreżyserowany przez Anthony’ego Mandlera. Teledysk jest częściowo czarno-biały. W klipie widać Ryana Teddera spacerującego ulicami Paryża, a także pozostałych członków zespołu. 

## Pozycje na listach
| Notowanie (2007/08)                | Max. pozycja |
| ---------------------------------- | ------------ |
| Bułgaria (IFPI)                    | 26           |
| Czechy (IFPI)                      | 30           |
| Holandia (Dutch Top 40)            | 32           |
| Irlandia (IRMA)                    | 48           |
| Niemcy (Media Control Charts)      | 41           |
| Kanada (Canadian Hot 100)          | 75           |
| Słowacja (IFPI)                    | 73           |
| USA Bubbling Under Hot 100 Singles | 6            |
| USA (Billboard Pop 100)            | 68           |
| USA (Billboard Hot Digital Songs)  | 57           |
| Wielka Brytania (UK Singles Chart) | 51           |